# 奈々瀬ひとみ
奈々瀬 ひとみ（ななせ ひとみ、1957年3月29日 - ）＝本名・平林ひとみ（ひらばやし ひとみ）は、日本の歌手。おかあさんといっしょ13代目うたのおねえさん。旧姓・久末ひとみ（ひさすえ ひとみ）。東京都出身。

## 略歴
桐朋学園短期大学演劇科卒業。いずみたく主宰のミュージカル劇団フォーリーズの団員として活躍するかたわら、1979年4月2日、NHK「おかあさんといっしょ」に13代目うたのおねえさんとして、4代目うたのおにいさんの宮内良とともに登場し、2年後の1981年4月3日に宮内とナビゲーターの輪島直幸とともに、「おかあさんといっしょ」を卒業。その後、通信教育を経て幼稚園教諭の資格を取り、1995年から補助教員として勤務していた。8年間教員を務め、2003年より、東京都杉並区にある高千穂幼稚園の園長を務めている。

## 主な曲

### うたのおねえさん時代の歌唱曲
- あ、あのこ （作詞：仲倉重郎／作曲：渋谷毅）
- きいろい木馬 （作詞：しぶやしげお／作曲：渋谷毅）
- ごめんね （作詞：長谷川勝士／作曲：福田和禾子）
- 下の前歯がぬけちゃった （作詞：立原えりか／作曲：吉岡しげ美）
- お月さまがほしい （作詞：宮中雲子／作曲：深町純）
- もしも （作詞：たまみゆき／作曲：越部信義）
- ぶう ぶう ぶう （作詞：こわせ・たまみ／作曲：寺島尚彦）
- くいしんぼうのパピポ （作詞・作曲：田山雅充）
- 鳥のうた （作詞：東龍男／作曲：越部信義）
- ブンブン えかきうた （作詞：鈴木悦夫／作曲：越部信義）
- つねきち えかきうた （作詞：鯨岡隆作／作曲：越部信義）
- ごじゃえもん えかきうた （作詞：鯨岡隆作／作曲：越部信義）

### 「母と子のテレビ絵本」の歌唱曲
- あんずちゃん

### みんなのうたCDの歌唱曲
- みずうみ
- 冬の夜のおはなし

### TVアニメ　カバー
- おばけのＱ太郎
- アラレちゃんより「ワイワイワールド」
- 小公女セーラ